# Olga Tieriochina
Olga Anatoljewna Tieriochina (ros.: Ольга Анатольевна Терёхина; ur. 6 kwietnia 1986 w Obnińsku) – rosyjska siatkarka grająca jako libero.
Obecnie występuje w drużynie Omiczki Omsk.

## Kariera
| Klub              | Kraj  | Od        | Do        |
| ----------------- | ----- | --------- | --------- |
| Smolanka Smoleńsk | Rosja | 2004–2005 | 2005–2006 |
| WK Obnińsk        | Rosja | 2006–2007 | 2010–2011 |
| Omiczka Omsk      | Rosja | 2011–2012 | …         |